# Chapelle Sainte-Marguerite d'Ollomont
La Chapelle Sainte-Marguerite est un édifice religieux catholique sis à Ollomont, village sur les hauteurs de l’Ourthe, en province de Luxembourg (Belgique).  Vestige d’une ancienne église romane la chapelle se trouve au centre du cimetière circulaire. Elle a été classée au patrimoine immobilier de Wallonie en 1948.

## Histoire
Le village d’Ollomont, près de Nadrin (commune de Houffalize) domine la vallée de l’Ourthe à une altitude de 378 mètres, là ou la rivière – cent mètres plus bas - fait plusieurs boucles. Au XIIe siècle une église de style roman y est construite comme paroisse pour les trois hameaux Nadrin, Filly et Ollomont.  
De 1739 à 1745, la nef de l’église est reconstruite. Des travaux d’agrandissement sont encore fait en 1872. Cependant le village voisin de Nadrin gagne en importance au détriment d’Ollomont et une nouvelle église paroissiale y est construite, en partie avec du matériau de l’église d’Ollomont.  Négligée, l’église d’Ollomont se détériore ; en 1907 la nef délabrée est démolie. Seule la partie orientale de l’église est préservée : un clocher tronqué avec toit à deux versants au dessus du chœur flanqué de deux chapelles. C’est la chapelle Sainte-Marguerite actuelle.

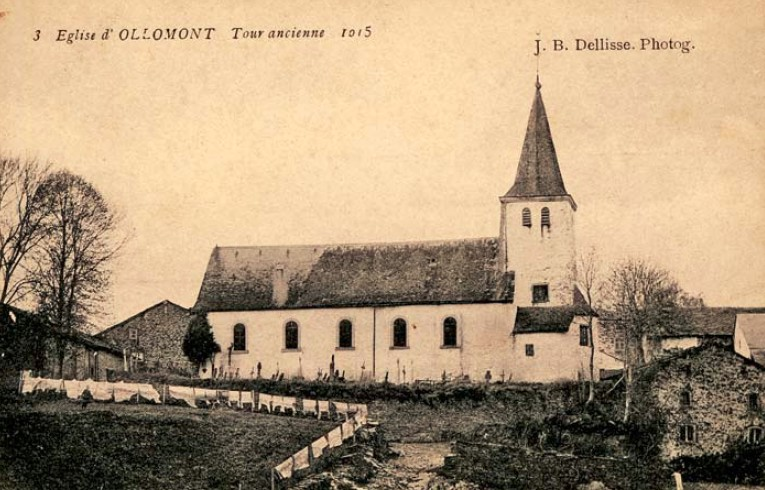
L'église Sainte-Marguerite, en 1904

La dédicace – Sainte-Marguerite – rappelle une ancienne recluse de la région qui « vertueuse, pieuse et aimable envers les habitants vécut très longtemps, vénérée de tous ». Des légendes circulent à son sujet.
Dans la même enceinte circulaire fermée par un mur en moellons de schiste se trouve la chapelle et le cimetière du village. En 1948, le tout fut classé au patrimoine immobilier de Wallonie. Une restauration eut lieu en 1961.